# 시모다정 (아오모리현)
시모다정(下田町)은 아오모리현 가미키타군에 있던 정이다. 이온 시모다 SC개점 이후 하치노헤시와 미사와시를 중심으로 베드타운화가 진행되어 있었다.
2006년 3월 1일 가미키타군 모모이시정과 합병해 오이라세정이 되었다

## 연혁
- 1889년 4월 1일 : 정촌제 시행에 따라 시모다촌이 성립.
- 1969년 8월 1일 : 정으로 승격하였다.
- 2006년 3월 1일 : 가미키타군 햐쿠고쿠정과 합병해 오이라세정이 되었다.

## 교통

### 철도
- 동일본 여객철도 도호쿠 본선

### 도로
- 국도 45호선